# مونته پورتسیو کاتونه
مونته پورتسیو کاتونه (به ایتالیایی: Monte Porzio Catone) یک کومونه در ایتالیا است که در استان رم واقع شده‌است.

## خصوصیات
مونته پورتسیو کاتونه ۹٫۴ کیلومترمربع مساحت و ۸٬۹۶۰ نفر جمعیت دارد و ۴۵۱ متر بالاتر از سطح دریا واقع شده‌است.

## خواهرخوانده
شهر Saint-Michel-l'Observatoire خواهرخواندهٔ مونته پورتسیو کاتونه هست.